# Norge under 1. verdenskrig
Under 1. verdenskrig (1914-1918) var Norge neutral, og måtte gå en ofte vanskelig balancegang mellem de krigsførende magters krav og landets forpligtelser som neutral stat. Selv om landet ikke deltog i krigen, led Norge alligevel store tab af såvel menneskeliv som materiel på grund af sænkninger af norske handelsskibe. Over 2.000 nordmænd omkom på havet i løbet af krigen. 

## Norge i årene før krigen
Norge blev selvstændigt i 1905, men i de følgende år havde landet ikke ført nogen egentlig selvstændig udenrigspolitik. Man ønskede først og fremmest at sikre Norges selvstændighed og undgå udenrigspolitiske vanskeligheder. For eksempel besluttede den norske regering at holde sig udenfor den såkaldte Nordsøtraktat, selv om denne direkte angik Norges interesser. Under den 2. Marokkokrise i 1911 blev det klart, at også det afsidesliggende Norge kunne komme til at blive trukket ind i storpolitikken. Da Storbritanniens finansminister, Lloyd George, under krisen rettede en kraftig advarsel mod Tyskland, trak den tyske højsøflåde sig uventet ind i de norske fjorde.
Disse hændelser gjorde det klart, at Norges neutralitet kunne blive krænket, hvis der udbrød krig. Desuden blev det klart, at man kunne risikere, at forsyningerne fra udlandet kunne blive afbrudt. Norge var nemlig meget afhængig af tilførsler fra udlandet, særligt af korn og kul. Det norske militær redegjorde derfor for nødvendigheden af en oprustning af det norske forsvar. I de sidste år før krigsudbruddet blev der også drevet en del agitation i pressen for en styrkelse af forsvaret. Stortinget bevilgede penge til køb af to nye panserskibe, og i foråret 1914 blev tjenestetiden for de værnepligtige udvidet fra et halvt til et helt år.
Selv om kritiske røster advarede mod en kommende krig mellem stormagterne i Europa, var stemningen blandt folk optimistisk helt frem til nogle dage før krigsudbruddet. Også statsminister Gunnar Knudsen, som havde dannet sin anden regering i 1913, mente, at den udenrigspolitiske himmel var skyfri, hvilket han udtalte i en berømt tale i februar 1914. Da krigen brød ud, mente de fleste, at den umuligt kunne komme til at vare længe.
| Citat                                       | For tiden er den politiske himmel verdenspolitisk set skyfri i en grad, som ikke har været tilfældet i mange år. | Citat |
| Statsminister Gunnar Knudsen, februar 1914. | |       |

Sommeren 1914 blev længe husket for det gode vejr. Samtidig var det 100 år siden  rigsforsamlingen på Eidsvoll, et jubilæum, som blev fejret med en stor udstilling på Frogner i Kristiania. I juli foregik der en stor regatta på Oslofjorden.

## Krigsudbruddet

### Panikken
Den østrigske tronfølger blev myrdet den 28. juni 1914, men denne begivenhed vakte ikke synderlig bekymring i Norge. Først efter Østrig-Ungarns krigserklæring til Serbien den 28. juli, begyndte man at mærke panikken. Fra 31. juli opstod der stor uro på børserne. Store menneskemængder stimlede sammen ved Norges Bank i Kristiania for at komme ind og omveksle sedler til guld. Der blev stjålet mad og andre varer i butikkerne.

### Norges neutralitet
Når det gjaldt forholdet til de krigsførende magter, var det klart, at Norge skulle være neutralt i lighed med Sverige og Danmark. Den 29. juli tog den svenske ambassadør i Kristiania, Fredrik Ramel, initiativ til et svensk-norsk samarbejde, som førte frem til en fælles svensk-norsk neutralitetserklæring af 8. august 1914.  Senere kom Danmark med i samarbejdet, som førte til trekongemødet 1914 i Malmö i december 1914. I løbet af krigen blev der flere gange arrangeret møder mellem de tre landes konger og udenrigsministre.

### Regeringens foranstaltninger
I slutningen af juli 1914 var statsminister Gunnar Knudsen på sejltur, og rejste ikke tilbage til hovedstaden før den 2. august.[kilde mangler] Regeringens første foranstaltninger blev derfor vedtaget uden ham i statsrådet den 2. august. Regeringen lod neutralitetsværnet indkalde, og man lagde grundlaget for regeringens økonomiske politik under krigen. For at få orden i pengeforholdene under panikken blev Norges nationalbanks såkaldte seddelindløsning annulleret den 4. august. Desuden blev der indført en måneds moratorium for pengekrav. For at sikre statsfinanserne blev der optaget to dyre statslån i Storbritannien og i USA.
For at sikre tilførslen af forsyninger blev der indført udførselsforbud for en række varer, og der blev åbnet mulighed for at indføre maksimalpriser. En provianteringskommission blev nedsat for at lede provianteringspolitikken. Denne kommission indførte maksimalpriser på varer som korn, majs, kaffe, sukker, kul, koks, olie og benzin. Maksimalpriserne blev imidlertid afskaffet efter at panikken havde lagt sig i løbet af efteråret 1914. Der blev også oprettet en arbejdsløshedskasse, fordi man frygtede arbejdsløshed, men denne frygt viste sig at være ubegrundet.
Norge var meget afhængig af skibsforbindelserne med udlandet. Ved krigsudbruddet gik alle norske skibe imidlertid i havn, fordi det blev for risikabelt at sejle, og det var for dyrt at forsikre skibene mod skader. Regeringen nedsatte derfor en såkaldt krigsforsikringskomité, som foreslog en gensidig, men tvungen forsikring af norske skibe. Krigsforsikringen blev oprettet ved lov den 21. august 1914, og førte til at norske skibe snart kunne sejle igen og opretholde skibsforbindelserne til Norge gennem hele krigen.
Regeringen indkaldte straks Stortinget, som trådte sammen den 8. august og blev siddende i nogle uger for at godkende regeringens forslag til foranstaltninger. I pressen blev der talt om at danne en samlingsregering i stedet for Knudsens Venstre-regering, men dette blev afvist af Venstre.[kilde mangler]

## Norges forhold til de krigsførende magter
Eftersom krigen trak i langdrag, blev det vanskeligere for Norge at forholde sig fuldstændig neutralt. Norge var afhængig af tilførelser fra både Tyskland og Storbritannien, og ønskede at handle med begge to. Samtidig var det i de krigsførende magters interesse, at Norge handlede så lidt som mulig med modparten.[kilde mangler] I begyndelsen af 1915 indførte Tyskland sin spærring af Nordsøen, mens Storbritannien på sin side indførte blokade af Tyskland. Storbritannien, som kontrollerede havene, var tilbøjelig til at opretholde en temmelig bred definition af hvad der var kontrabande trods protester fra Norge og andre neutrale lande.
Storbritanniens blokade førte i praksis til at Norge blev helt afhængig af Ententen, da det var dem, som kunne skaffe de fleste af de varer, som Norge havde brug for. For at importere varer fra Ententemagterne, måtte norske firmaer gå med til ikke at sælge til Tyskland. Disse uofficielle aftaler blev kaldt bransjeavtalene. Ordningen førte til at Norge blev forsynet med varer, men var til stor skade for forholdet til Tyskland, selv om regeringen formelt ikke havde noget med dem at gøre.

### Fiskeripolitikken
Ententemagternes blokade førte til madmangel i Tyskland. Tyskerne var derfor meget interesserede i at købe norske fisk. I det første krigsår købte de al den fisk, de kunne i Norge. Men Storbritannien forsøgte at hindre dette salg, først og fremmet ved at true med at standse tilførslen af kul og olie. De norske myndigheder gik da med til at lade briterne købe fiskene i stedet for tyskerne. I foråret 1916 købte de op til 70-80% af den norske produktion. Men i længden ønskede briterne ikke at købe fisk. Den 5. august måtte Norge gå med på en hemmelig fiskeaftale, som betød at den norske regering indførte eksportforbud for norske fisk. Til gengæld skulle Storbritannien købe al norsk fiskeproduktion til faste priser. Da aftalen blev kendt, vakte den stor forbitrelse i Tyskland.

### Kobbereksporten og kulforbuddet
Udover fisk ønskede Tyskland at købe norsk kobberkis (chalcopyrit) og svovlkis (pyrit), som landet manglede til sine ammunitionsfabrikker. Samtidig var Norge afhængig af raffineret kobber, og markedet for dette var kontrolleret af Storbritannien. Norge måtte derfor i august 1916 gå med til kobberaftalen. Norge indførte eksportforbud for kobberkis og svovlkis, og for at dække importen af raffineret kobber måtte norsk malm sælges gennem det britisk-spanske selskab Rio Tinto. Aftalen stred mod løfter, som Norge tidligere havde givet Tyskland, og førte til en række diplomatiske vanskeligheder. Den 2. januar 1917 indførte Storbritannien forbud mod eksport af kul til Norge, en vare Norge var helt afhængig af. På omtrent samme tid indførte tyskerne den uindskrænkede ubådskrig, og det så ud som om forholdet til Tyskland ville blive kraftigt forværret. Men 23. januar 1917 lykkedes det at indgå en handelsaftale med Tyskland, samtidig med at Norge den 14. februar gav efter for Storbritanniens krav. Derefter blev kulforbuddet ophævet den 17. februar.

### Spionage
Forholdet til Tyskland blev også skadet af flere store spionsager, som også bidrog til at vende opinionen mod Centralmagterne. Den største af disse var Rautenfels-affæren i 1917, da der blev opdaget et stort bombelager i Kristiania, og den tyske diplomat baron von Rautenfels blev afsløret som ansvarlig. Tyske agenter blev mistænkt for at spionere fra tyske handelsskibe eller for regelret sabotage. Briterne havde imidlertid også agenter i Norge, som førte kontrol med norske firmaer.

## Den norske handelsflåde og den uindskrænkede ubådskrig
I 1914 blev otte norske dampskibe sænket af miner, og 28 mennesker omkom. Enkelte handelsskibe blev også standset af tyskerne og sænket. Efter at Tyskland indførte blokade mod Ententemagterne, blev flere skibe sænket ved direkte angreb. I 1915 blev ni dampskibe minesprængt, mens 24 damp- og motorskibe og 25 sejlskibe blev sænket. I 1916 blev endnu flere sænket, således at 135 skibe var gået tabt og 144 mennesker var omkommet inden august 1916. Efter den norske fiskeriaftale med Storbritannien i august 1916 foretog Tyskland repressalier mod Norge ved at sænke 11 skibe ud for Nordnorges kyst med ubåde. Disse sænkninger vakte stor forargelse i både Norge og andre neutrale lande. Norge protesterede overfor Tyskland med den såkaldte ubåtresolusjonen den 13. oktober 1916. I løbet af efteråret 1916 steg antallet af sænkede skibe betragteligt.
Ubådssænkningerne var et forvarsel om det, som skulle komme. Den 31. januar 1917 erklærede Tyskland uindskrænket ubådskrig overfor alle skibe i et område, som blandt andet bestod af farvandet mellem Norge, Færøerne og England. I foråret 1917 led skibsfarten enorme tab, for eksempel blev 68 norske skibe sænket i april. De britiske myndigheder bestemte da, at al trafik til og fra Norge skulle foregå i konvojer, beskyttet af britiske krigsskibe. På denne måde blev sænkningerne reduceret, men under 1. verdenskrig omkom i alt 1.162 norske søfolk, mens 943 forsvandt sporløst på havet.

## Dyrtid og rationering
Lige fra 1914 førte krigen til at priserne steg på en række varer, på grund af svigtende tilførsler og dyre fragtpriser. Det blev dyrtid, selv om myndighederne forsøgte at håndhæve maksimalpriser. Efter 1916 begyndte varemanglen virkelig at gøre sig gældende, og det blev særligt småt under kulforbuddet i januar 1917. På det tidspunkt beslaglagde provianteringsrådet alle private butikkers beholdninger af kul, og der blev indført indskrænkninger af butikkernes åbningstider.[kilde mangler] I februar blev der indført rationering af olie. Brændselssituationen blev bedre i løbet af sommeren, men samtidig blev madsituationen værre. Norge begyndte at købe nogle af de klipfisk tilbage, som blev solgt til Storbritannien.
Varemanglen førte til, at der i april 1917 blev oprettet et såkaldt industriforsyningsdepartement, som i løbet af få måneder sørgede for en stærkere statslig kontrol med og centralisering af forsyningerne. Af frygt for madmangel blev Amerikakommisionen, med Fridtjof Nansen som leder, oprettet i juni 1917, for at forsøge at forhandle sig til en aftale om forsyninger fra USA. Mens forhandlingerne foregik, blev der forberedt rationering af korn og mel fra 1. februar 1918. I Amerika trak forhandlingerne i langdrag. USA var nemlig kommet med i krigen på Ententemagternes side i 1917, og ønskede ikke at sælge råvarer til Norge, som kunne komme Tyskland til gode. Norge opgav da nærmest hele neutralitetslinjen, og i april 1918 undertegnede Nansen en aftale, som skaffede landet store leverancer af korn, majs, sukker, kaffe, olie, kobber, jernmalm og kød, men som samtidig betød, at Norges leverancer til Centralmagterne blev begrænset, og Norge skaffede Ententen råvarer som nitrater, aluminium, zink, svovlkis, tømmer og papir. På denne måde blev madmanglen undgået, og rationeringen blev mindre mærkbar.

## Styrkelse af statsmagten
Verdenskrigen førte i Norge til en styrkelse af statsmagten, ved at staten kom til at gribe ind på mange områder, som tidligere var blevet overladt til private. Dette gjaldt først og fremmest sikringen af forsyningerne og skibsfarten. Desuden blev der indført maksimalpriser, rationering og huslejereguleringer. Under krigen kom desuden begyndelsen på alkoholforbuddet, som skulle blive et vigtigt stridstema i 1920'erne.[kilde mangler]

## Højkonjunkturen under krigen
I takt med at krigen trak i langdrag, blev det klart at de neutrale lande kunne have visse fordele af krigen. For Norges vedkommende gjaldt det først og fremmest de høje fragtpriser, som skyldtes en mangel på skibstonnage på verdensmarkedet. Man så en første antydning til jobbetid tidligt i 1915, efterfulgt af en stille periode om sommeren, før jobbetiden, som den kaldtes, virkelig tog fart i efteråret 1915 og vinteren 1915-1916. Der blev dannet en mængde aktieselskaber, samtidig med at fragt- og skibspriserne steg. Også industrien gik godt i disse år. Mange virksomheder blev oprettet og gamle udvidet. Selv om det var gode tider for industrien, førte dyrtiden imidlertid til, at det blev vanskeligere tider for dem, som havde faste lønninger, for eksempel embedsmænd og funktionærer.
De høje fragter og tonnagepriser, samt stigningen i skibsaktiernes kurser, fortsatte gennem 1916 og 1917, og ind i 1918. Da det hen på efteråret 1918 stod klart, at krigen ville slutte, faldt kurserne imidlertid på få dage. Ekspansionsperioden i industrien var ovre i 1917, bremset af den store råvaremangel. Fiskeriet blev hæmmet af manglen på olie. Miljøet, som var skabt af jobbetiden, eksisterede imidlertid helt frem til 1920, hvor nedgangstiderne nåede Norge.

## Politik
Gunnar Knudsen var statsminister under hele krigen, og havde hele tiden Nils Claus Ihlen som udenrigsminister. Der blev holdt en slags borgfred mellem partierne for at undgå stridigheder i en vanskelig tid for landet, men regeringen var alligevel omstridt. Flere af regeringsmedlemmerne var upopulære, særligt Lars Abrahamsen, som var tilhænger af alkoholforbud, Jørgen Løvland og Oddmund Vik. Vik måtte også gå af i 1917.[kilde mangler] Under krisen i forbindelse med kulforbuddet var kritikken mod regeringen og dens udenrigspolitik særlig stærk. Der blev besluttet at oprette en særlig udenrigskomité, hvor alle partier skulle være repræsenteret, men således at Venstre havde flertal. Det blev flere gange foreslået, at der skulle dannes en samlingsregering af alle partierne i stedet for Venstre-regeringen, men disse forslag blev hver gang afvist af Venstre.[kilde mangler] Midt under krigen, i 1915, blev der holdt valg til Stortinget. Venstre gik da lidt frem, mens Høyre og Arbeiderpartiet gik noget tilbage.[kilde mangler] Dermed blev Gunnar Knudsens regering siddende.

## Arbejderbevægelsen
Dyrtiden førte til utilfredshed blandt arbejderne, og arbejdskampen i foråret 1916 førte til storlockout, som igen nær havde ført til generalstrejke. På grund af de gode tider var der mindre uro i det følgende år, men mod slutningen af krigen voksede den sociale uro omkring på arbejdspladserne. I 1917 og i 1918 var der store demonstrationer mod dyrtiden i Kristiania. Efter februarrevolutionen og oktoberrevolutionen i Rusland blev mange arbejdere påvirket i radikal retning. I april 1918 var der arbejderoptøjer i Sulitjelma, hvor soldater fra Trondheim måtte genoprette ro og orden. I Kirkenes var der i flere måneder et regulært arbejderdiktatur, som blev ledet af et råd med fire medlemmer. På Arbeiderpartiets landsmøde i påsken 1918 fik den revolutionære opposition flertal, og Kyrre Grepp blev valgt som leder.

## Opinionen i Norge
Selv om Norge officielt var neutralt, holdt mange nordmænd med den ene eller den anden af de krigsførende magter. I handels- og skibsfartsmiljøerne langs kysten, blandt yngre akademikere havde man ofte som udgangspunkt sympati for Storbritannien, mens ældre akademikere, embedsmænd og officerer gerne var knyttet til Tyskland.[kilde mangler] Flertallet blandt befolkningen var ententevenlige, især fordi man anså Tyskland for at være den angribende part i krigen. Den tyske ubådskrig, de mange sænkninger af norske handelsskibe og de store spionagesager førte også til, at mange nordmænd blev ententevenlige, selv om episoder, som for eksempel det britiske kulforbud, kunne føre til svingninger i stemningen. Blandt de intellektuelle var Christen Collin en ivrig forkæmper for Ententens sag, mens Sigurd Ibsen, Fredrik Paasche, Hjalmar Christensen og Nils Kjær var tyskvenlige.